# Paola Zambelli
Paola Zambelli (Italia) es una historiadora de la filosofía y de las ideas, analista sobre todo de la cultura italiana del Renacimiento. Es profesora en Florencia.

## Trayectoria
Tras sus estudios universitarios, y con una carrera investigadora amplia, Paola Zambelli se doctoró en historia de la filosofía (Roma, 1966). Es profesora de Historia de Filosofía en la Facultad de filosofía y letras de Florencia. De formación filosófica, no ha olvidado las lecciones de historiadores como Le Roy Ladurie, Carlo Ginzburg o Jacques Le Goff, que la invitó a dar un seminario en 1975, en Escuela Práctica de Altos Estudios (París). Zambelli ha organizado congresos de historia de la ciencia, tanto sobre la llamada "magia natural" como sobre niveles de cultura.
Estudiosa aguda del pensamiento italiano, Zambelli ha publicado sobre historia de la astrología y de la magia natural, tanto en el período escolástico como en el Renacimiento en general, así en Marsilio Ficino, Giovanni Pico, Jacques Lefèbvre D'Étaples, Johann Reuchlin, Tritemio (Johann Heidenberg), Agrippa de Nettesheim, Paracelso, Giordano Bruno, Pomponazzi o Giovan Battista della Porta. 
Es una indagadora erudita y muy consistente. Ha contribuido notablemente al estudio profundo de esos temas desarrollados en las últimas décadas, como sucede en su vasto y muy anotado L'ambigua natura de la magia (1991), cuyo primer capítulo, como indica la autora, fue encargado por la Cambridge History of Renaissance Philosophy, dirigido por Charles B. Schmitt y otros.

## Obra
- "Testi humanisti su l'ermetismo", en Archivio di Filosofía, Roma, 1955, con Eugenio Garin, C. Vasoli, y M. Brini.
- Il "De auditu kabbalistico" e la tradizione lulliana nel Rinascimento, 1965
- Richerche sulla cultura dell'Italia moderna, 1973, colab.
- "Magic and Radical Reformation in Agrippa of Nettesheim", Journal of the Warburg and Courtauld Institutes, 39, 1976: 69-103.
- "Present Trends of French Philosophical Thought: Introduction", Journal of the History of Ideas 59 (3) 1978: 521-530.
- "Antonio Genovesi and Eighteenth-Century Empiricism in Italy", Journal of the History of Philosophy 16 (2), 1978.
- "Astrologi Hallucinati". Stars and the End of the World at Luther’s Time, Berlín-Nueva York De Gruyter, 1986.
- The 'Speculum Astronomiae' and its Enigma: Astrology, Theology and Science in Albertus Magnus and his Contemporaries, Boston Studies in the Philosophy of Science, Dordrecht, Kluwer, 1992.
- Una reincarnazione di Pico ai temi di Pomponazzi, Milán, Il Polifilo, 1994.
- L'apprendista stregone. Astrologia, cabala e arte lulliana in Pico della Mirandola e seguaci, Venecia, Marsilio, 1995.
- L'ambigua natura de la magia: filosofi, streghe, riti nel Rinascimento, Venecia, Marsilio, 1996 (ampl. de la ed. de 1991), ISBN 88-317-6321-0.
- "Present Trends of French Philosophical Thought: Introduction". Journal of the History of Ideas, 59 (3) 1998: 521-530.
- Introd. y trad. de A. Koyré, Dal mondo del pressappoco all'universo della precisione, Turín, Einaudi, 2000.
- Magia bianca, magia nera nel Rinascimento, 2004
- Colabora en Gabriella Zarri (ed.), Finzione e santità tra Medioevo ed età moderna, Turín, Rosenberg e Sellier, 2009.

## Enlaces
- (enlace roto disponible en Internet Archive; véase el historial, la primera versión y la última). sobre su versión de Koyré.

- Datos: Q5936529